# Colmier-le-Haut
Colmier-le-Haut is een gemeente in het Franse departement Haute-Marne (regio Grand Est) en telt 68 inwoners (2009). De plaats maakt deel uit van het arrondissement Langres.

## Geografie
De oppervlakte van Colmier-le-Haut bedraagt 22,3 km², de bevolkingsdichtheid is dus 3 inwoners per km².
De onderstaande kaart toont de ligging van Colmier-le-Haut met de belangrijkste infrastructuur en aangrenzende gemeenten.

## Demografie
Onderstaande figuur toont het verloop van het inwonertal (bron: INSEE-tellingen).